# Siebenröhrenbrunnen (Heilbronn)

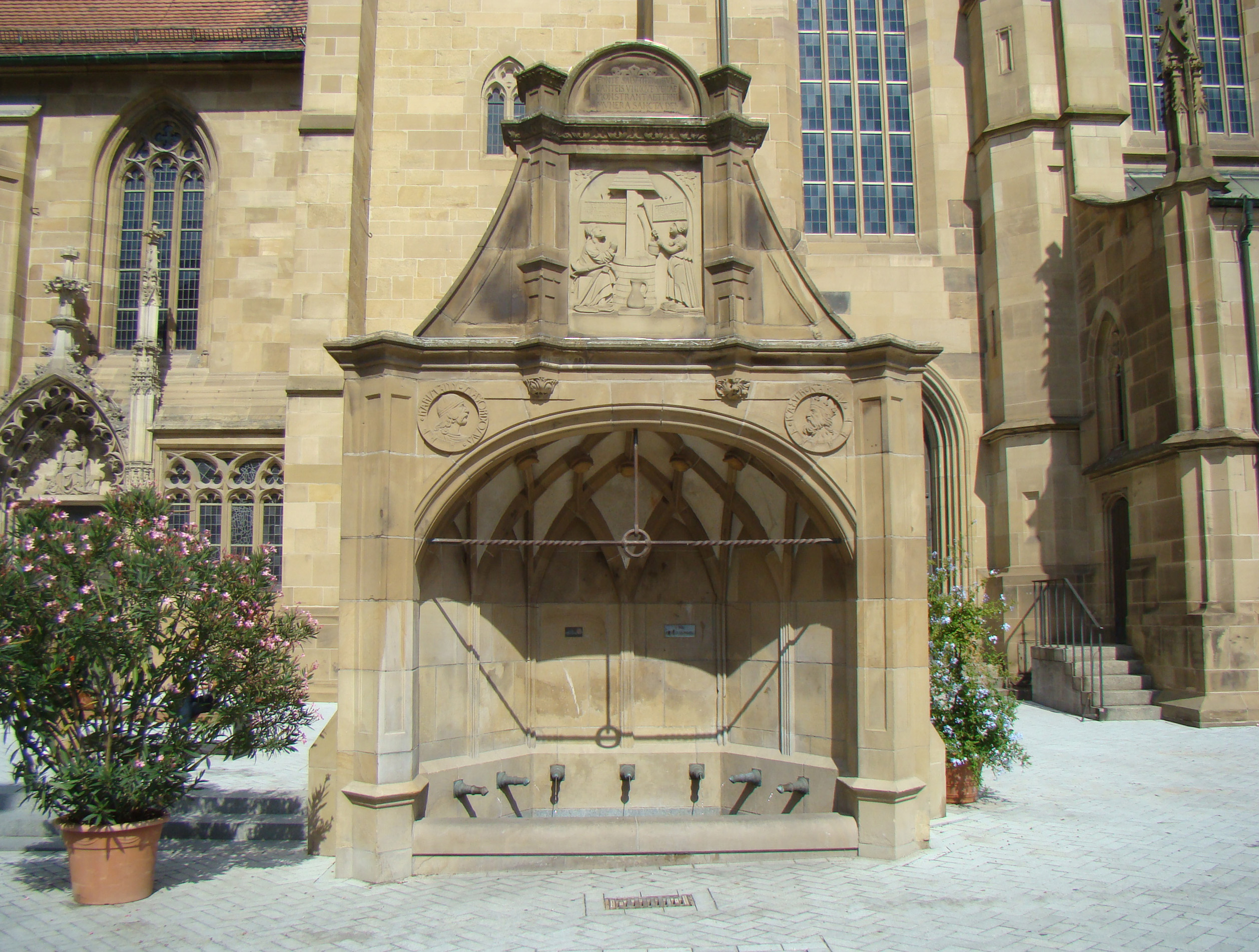
Der Siebenröhrenbrunnen in Heilbronn (Foto von 2012)

Der Siebenröhrenbrunnen ist ein denkmalgeschützter Brunnen in der Kirchbrunnenstraße in Heilbronn. Der Brunnen fasste vermutlich die Quelle, die namengebend für die Stadt Heilbronn war, und wurde im Laufe seiner Geschichte mehrfach versetzt und umgestaltet.

## Geschichte

Die Vorgängeranlage in den 1830er Jahren. Nach Westen ausgerichtet und deutlich weiter westlich als der heutige Brunnen

Einweihung des rekonstruierten Siebenröhrenbrunnens 1904

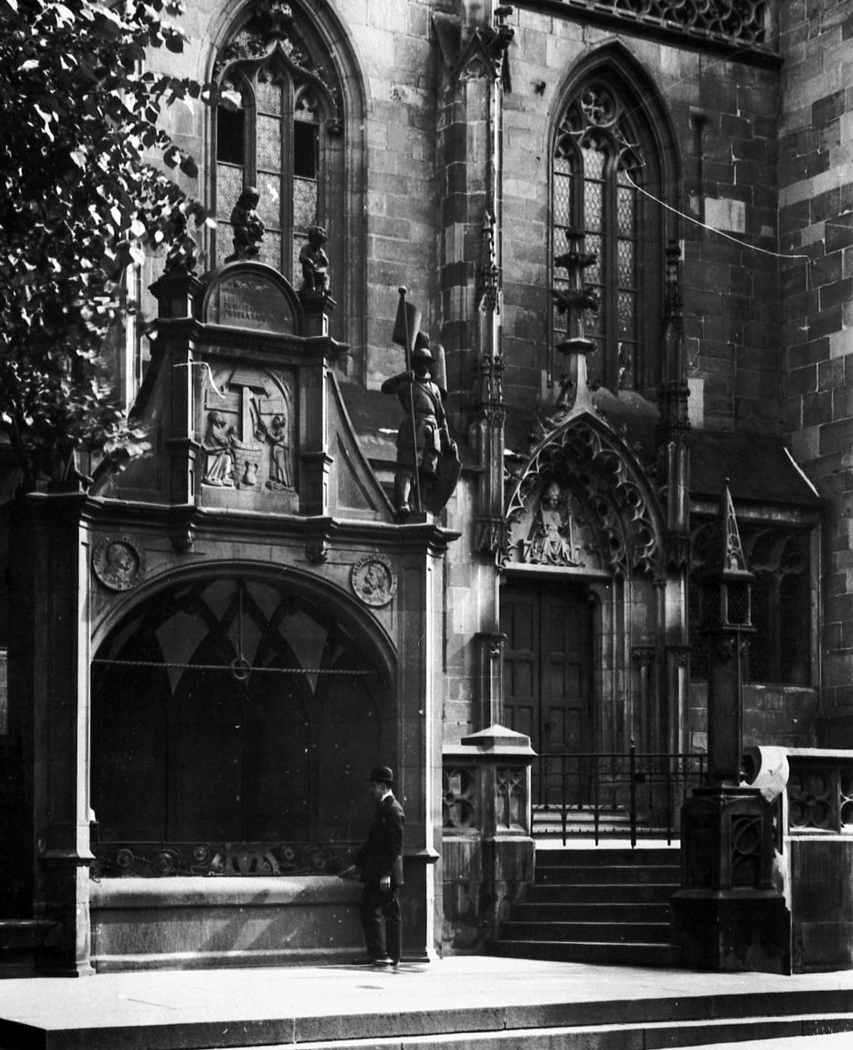
Siebenröhrenbrunnen nach 1904

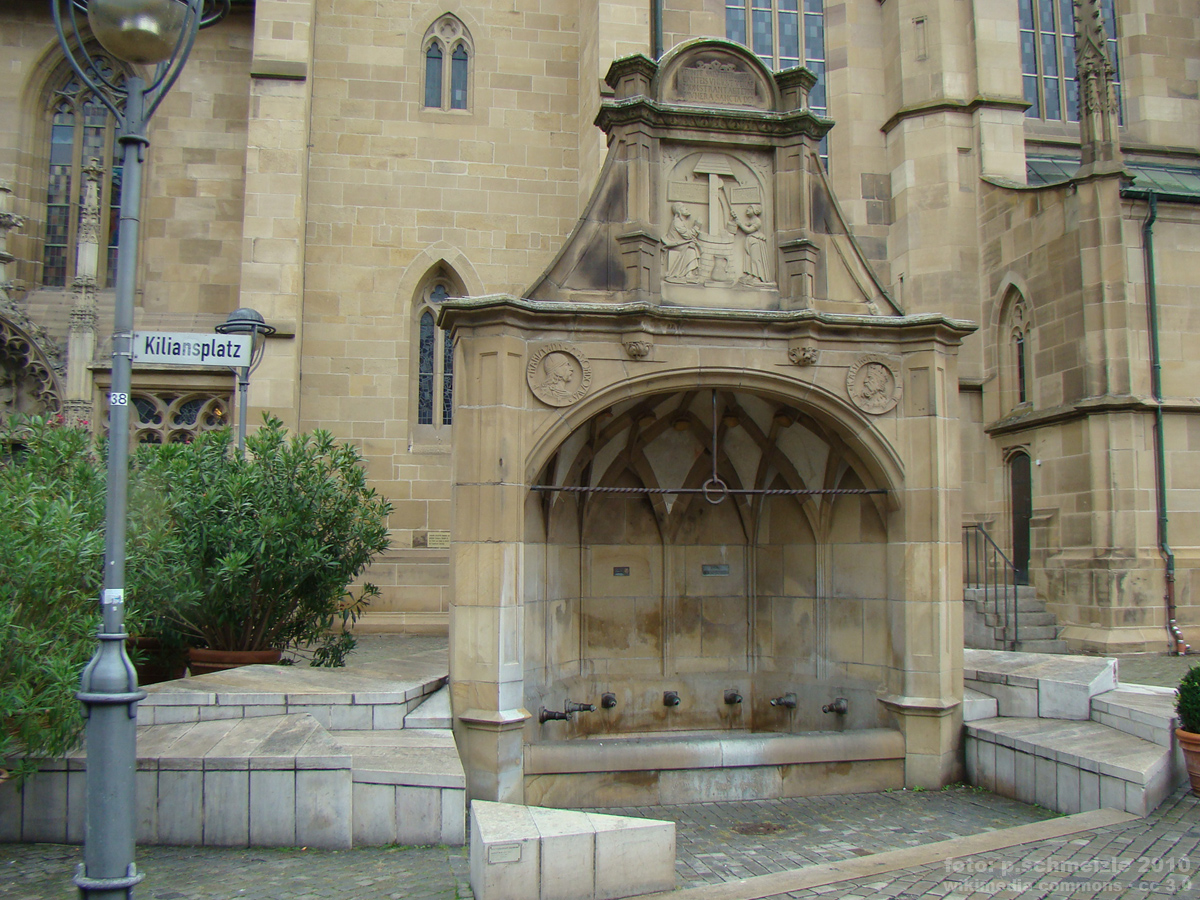
Zustand vor Sanierung des Kiliansplatzes (Foto von 2010)

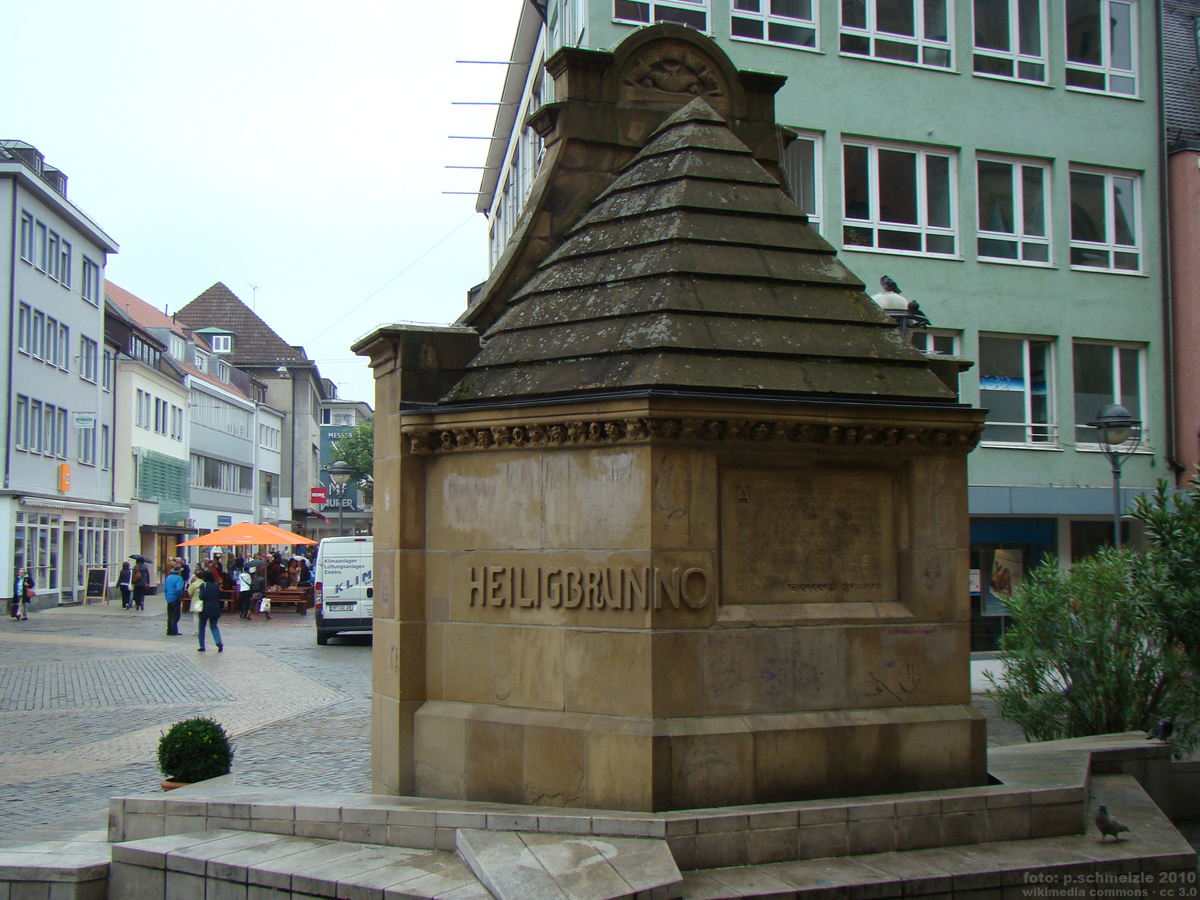
Brunnenrückseite (Foto von 2010, vor Sanierung des Kiliansplatzes)

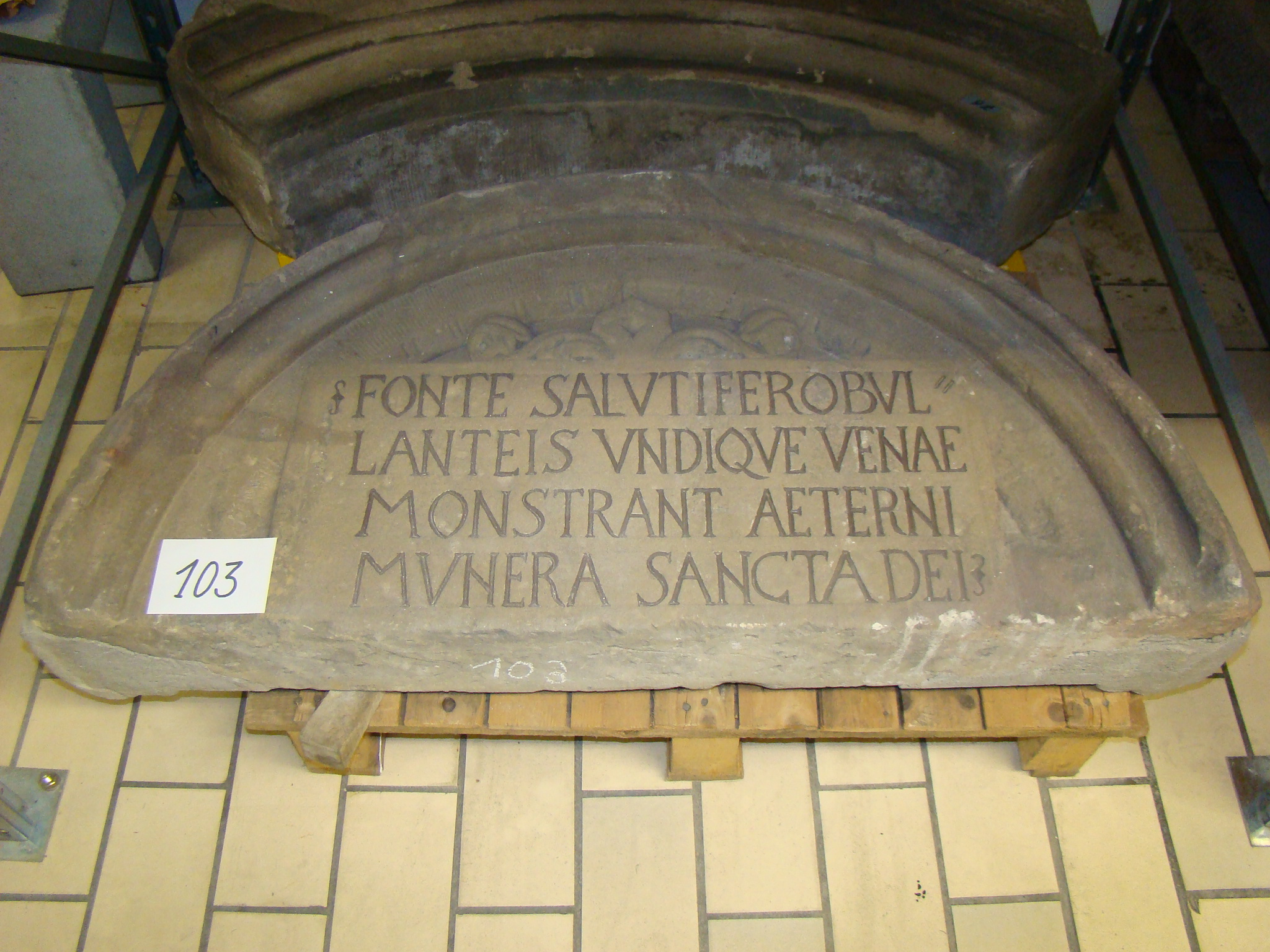
Originales Tympanon des Brunnens im Heilbronner Lapidarium, heute im Haus der Stadtgeschichte

Der Kirchbrunnen in Heilbronn wurde 1364/65 erstmals erwähnt. In seiner namengebenden Form mit sieben Röhren wurde er um 1541 von Balthasar Wolff geschaffen. Der Brunnen lag etwas unterhalb des Straßenniveaus der Kirchbrunnenstraße und war von einer größeren ummauerten Brunnenanlage mit Becken zum Waschen und Bleichen von Wäsche umgeben. Sein nach Westen gerichteter Eingang wurde von zwei massiven Säulen flankiert, zwischen denen einige Treppenstufen hinab in die insgesamt rund 19 Meter lange und zwischen fünf und sechs Meter breite Anlage führten. Im Jahr 1680 soll der Brunnen rund 1235 Kubikmeter Wasser pro Tag geschüttet haben, also etwa 14 Liter pro Sekunde. Weil das Quellwasser ausreichend warm war, fror der Brunnen den Überlieferungen zufolge außer im Januar 1726 nie zu. 1809 wurde der Brunnenaufbau mutwillig zerstört. Als im Zuge der einsetzenden Industrialisierung weitere Brunnen in der Umgebung gebohrt wurden, versiegte er im Jahr 1835 erstmals. In den folgenden Jahren sprudelte er zeitweilig wieder, fiel dann jedoch im Jahr 1857 vollends trocken; der Grundwasserspiegel im Bereich der Heilbronner Altstadt war wegen gestiegenen Quellwasserverbrauchs um rund zwei Meter gesunken. 1868 wurde der noch sporadisch fließende Quellauslass verdolt und der Brunnen vollständig abgerissen.
Etwa in den 1860er Jahren wurde ein Fonds zur Wiederherstellung des Brunnens eingerichtet. 1904 rekonstruierte der Stuttgarter Architekt Loesti (nach anderer Quelle: Leonhard Romeis aus München) dann den Brunnen nach den erhaltenen Fragmenten und alten Abbildungen, jedoch gegen die ursprüngliche Ausrichtung um 180 Grad gedreht, näher an der Kilianskirche und ohne umgebende Brunnenanlage. Wegen der sieben Röhren des Brunnens dichtete man nun Heilbronn die Zugehörigkeit zu den Sieben guten Städten des Königreichs Württemberg an.
Den bildhauerischen Schmuck schuf der Ulmer Hofbildhauer Karl Federlin, darunter die Portraitmedaillons am Torbogen des Brunnenhauses. Diese zeigen links den fränkischen Hausmeier Karlmann, dessen auf 741 datierte Schenkung an das Bistum Würzburg in einer Urkunde von 822 die erste urkundliche Erwähnung von Heilbronn darstellt; rechts ist Kaiser Karl IV. abgebildet, der Heilbronn 1371 zur Reichsstadt erhob. Im  halbkreisförmigen Aufsatz  des Tympanons ist die Inschrift zu lesen: FONTE SALVTIFERO BVL= / LANTEIS VNDIQVE VENAE / MONSTRANT AETERNI / MVNERA SANCTA DEI (Aus dem heiligen Quell entsprudelnde Wasser verkünde, dass der ewige Gott heilige Gaben uns gebet). Auf der Rückseite ist es mit ANNO DOMINI 1541 datiert. Unterhalb des Aufsatzes ist ein Relief mit Jesus und der Samariterin zu sehen. Die Darstellung zeigt Jesus mit der Frau, die an einem Ziehbrunnen mit Schöpfkrug und Tonkrug Wasser holt. Über ihr steht ihre Bitte an Jesus, HER GIB MIR DASSELBIGE WASER DAS MICH NICH DVRSTE, über Jesus seine Antwort darauf, DAS WASSER DAS ICH GEBE WIRT EIN BRON IN DAS EWIG LEBEN. An der linken Seitenwand des Brunnengehäuses ist ein Relief mit einer Taufszene zu sehen. Auf der Rückseite des Brunnens erinnert eine Inschrift an die Rekonstruktion von 1904: An uralt heiligem Quell, heidnischer Germanen vormaliger Opferstaette, bauten fromme Haende zu Ehren des Heiligen Kilian dies christliche Gotteshaus. Ueber dem Quell erhob sich von den Buergern der Reichsstadt errichtet ein herrlicher Brunnen, aus sieben Roehren reichlich Wasser spendend. Spaeter verstoert und lange verschuettet ward der Brunnen nach dem Willen der Vaeter der Stadt wieder aufgerichtet im 32. Jahre des neuen Reichs. MDCCCCIII.
Beim Luftangriff auf Heilbronn im Dezember 1944 wurde auch der Brunnen schwer beschädigt. Beim anschließenden Wiederaufbau orientierte man sich an der Rekonstruktion aus dem Jahr 1904. Die auf dem Tympanon befindlichen fünf Figuren – links und rechts des Gesimses zwei fast lebensgroße städtische Fahnenträger und auf der Bekrönung drei Putten – wurden nach dem Luftangriff auf Heilbronn nicht mehr erneuert. Maria Fitzen-Wohnsiedler gestaltete die Brunnenschale des rekonstruierten Brunnens 1960 mit farbigen Steinen und Kristallen. Der Brunnen und sein Umfeld wurden danach noch verschiedentlich umgestaltet. Heute hat der Brunnen nur noch eine schlichte Brunnenschale. Das originale Tympanon wurde längere Zeit im Heilbronner Lapidarium verwahrt und ist heute Teil der Dauerausstellung im Heilbronner Haus der Stadtgeschichte.